# Abelardo Fernández
Abelardo Fernández, född den 19 april 1970 i Gijón, Spanien, är en spansk fotbollstränare och tidigare fotbollsspelare. Han är tränare i Espanyol.
Fernández tog OS-guld i herrfotbollsturneringen vid de olympiska sommarspelen 1992 i Barcelona. 

## Tränarkarriär
Den 27 december 2019 blev Fernández utsedd till ny huvudtränare i Espanyol.